# Робекко-Павезе
Робекко-Павезе (итал. Robecco Pavese) — коммуна в Италии, находится в регионе Ломбардия, в провинции Павия.
Население составляет 545 человек (2008), плотность населения составляет 91 чел./км². Занимает площадь 7 км². Почтовый индекс — 27040. Телефонный код — 0383.
Покровителями коммуны почитаются Пресвятая Богородица, празднование 16 июля, и святые мученики Назарий и Кельсий.

## Демография
Динамика населения:

## Администрация коммуны
- Официальный сайт: